# Eudorylaimus acuticauda
Eudorylaimus acuticauda är en rundmaskart. Eudorylaimus acuticauda ingår i släktet Eudorylaimus, och familjen Qudsianematidae. Arten är reproducerande i Sverige.